# Klippschifffahrt
Die Klippschifffahrt an der südlichen Ostseeküste ist eine frühe Form der Küstenschifffahrt in den ländlichen Gebieten. Klipphafen nannte man hier eine provisorische Anlandestelle in Uferregionen der Ostsee, zu dem die Produzenten des Umlandes, an den regulären Hafenplätzen vorbei, ihre Waren zum Verschiffen an den Käufer oder Kunden entweder direkt lieferten oder sie selbst noch weiter mit eigenen Booten und Schiffen über See zu anderen Orten zum Umschlagen brachten. So wurden weitere Zwischenhändler ausgeschlossen, was zeitlich und preislich für beide Parteien von Vorteil war.

Karte von Mecklenburg-Vorpommern um 1700: Ein Gebiet, an dessen Küsten die Bauernschifffahrt jahrhundertelang betrieben wurde. Ein Kupferstich von dem Niederländer Frederik de Wit

Im Mittelalter scheint diese Art von Handel besonders in den mecklenburgischen und pommerschen Küstengebieten betrieben worden zu sein. Die hansischen Seestädte waren über diese Gepflogenheit recht ungehalten, die ihr Stapelrecht missachtete und ihren Gewinn schmälerte. So prägte wohl die Kaufmannschaft abwertende Begriffe wie Klipphafen, Bauernschifffahrt oder Schiffsbauern.
Anfang des 15. Jahrhunderts wurden die Klipphäfen für die Hanse ein besonders Ärgernis, als immer mehr niederländische Schiffe in den Ostseeraum kamen, um Handel in dieser Art zu treiben. Die Niederlande, die  damals oft von Hungersnöten bedroht waren, mussten dringend Getreide und andere landwirtschaftliche Produkte billig und in großen Mengen einführen, und so ist es denn kein kleiner Handel gewesen, der ohne Beteiligung der Hanse abgewickelt wurde. Sie ist wohl mit vielen Erlässen dagegen angegangen, hat aber kaum etwas damit erreicht.
Mit Gewalt gegen die Klipphäfen vorzugehen, war nahezu unmöglich, da sie meist nur temporär betrieben wurden und kaum konstruktive Einrichtungen hatten, die hätten zerstört werden können. Nur gelegentlich griff die Hanse in die Gegebenheiten der Natur ein, um den freien Handel vom Ufer aus zumindest zu erschweren. So sperrte man 1395 den Permin, einen Wasserarm, der den Saaler Bodden mit der Ostsee verband, mit versenkten Lastkähnen. Von größerem Erfolg scheint das Unterfangen auf Dauer nicht gekrönt gewesen zu sein: noch im 17. und 18. Jahrhundert erhoben einige Hansestädte wiederholt Klage bei der schwedischen Krone gegen die Bauernschifffahrt in der Region der Halbinsel Fischland-Darß-Zingst.
Dieser Handel vom Ufer aus, der wohl von 1400 bis 1800 in allen Ostseeanrainern florierte, bildete für die Küsten eine reale Existenzgrundlage. Das sahen auch Landesherren wie ein dänischer König, der auf Beschwerden einer städtischen Kaufmannschaft in diesem Sinne antwortete. Und die mecklenburgischen Landesherren haben die Klipphäfen und Bauerschifffahrt nicht nur geduldet, sondern selbst auch gefördert, freilich auch aus machtpolitischen Erwägungen, um der mächtigen Hanse etwas entgegenzusetzen. Den einheimischen Kaufleuten in den betroffenen Ländern brachte dieser Handel Verluste, die sich aber im Ganzen sicherlich in Grenzen gehalten haben werden. Später wurde der Seehandel in den Küstendörfern legitimiert.